# If U Seek Amy
"If U Seek Amy" (hay "If U See Amy" trên radio) là một bài hát của nghệ sĩ thu âm người Mỹ Britney Spears nằm trong album phòng thu thứ sáu của cô, Circus (2008). Nó được phát hành vào ngày 10 tháng 3 năm 2009 bởi Jive Records như là đĩa đơn thứ ba trích từ album, sau một cuộc thăm dò trên trang web chính thức của Spears. Bài hát được đồng sáng tác và sản xuất bởi Max Martin, người trước đó từng cộng tác với Spears trong nhiều bản hit ở ba album phòng thu đầu tiên và đây cũng đánh dấu lần cộng tác trở lại đầu tiên giữa họ kể từ năm 2001. Về mặt âm nhạc, "If U Seek Amy" là một bản nhạc pop với những ảnh hưởng của electropop và sử dụng các nhạc cụ như đàn phím và trống định âm. Nội dung bài hát mô tả việc Spears đang tìm kiếm một người phụ nữ tên Amy trong câu lạc bộ, và mặc dù nó có nhiều ngụ ý liên quan đến tình dục, bài hát thực chất đề cập đến cách xã hội nhận thức về cuộc sống của cô.
"If U Seek Amy" nhận được sự đón nhận tích cực bởi các nhà phê bình, những người ca ngợi giọng hát tự tin của Spears và thường xuyên trích dẫn nó như là điểm nhấn của album. Sau khi phát hành, "If U Seek Amy" gây ra tranh cãi trong các nước nói tiếng Anh vì nội dung nhạy cảm của nó, trong đó Hội đồng các bậc cha mẹ (PTC) đã gửi đơn khiếu nại yêu cầu bài hát không được phát sóng trên đài phát hành vào ban ngày. Một phiên bản chỉnh sửa của bài hát có tiêu đề "If U See Amy" đã được phát hành ở một số khu vực, bao gồm các trạm phát thanh thuộc sở hữu của Clear Channel Radio và Austereo Radio Network. Nó đạt được một số thành công nhất định về mặt thương mại, lọt vào top 20 ở Úc, Canada, Ireland, Vương quốc Anh, Hoa Kỳ và nhiều quốc gia khác trên toàn thế giới. Đây là đĩa đơn thứ ba trích từ Circus nằm trong top 20 tại Hoa Kỳ.
Video ca nhạc cho "If U Seek Amy" bắt đầu với một phiên bản tái hiện lại bản tin America's Newsroom, được dẫn bởi Megyn Kelly và miêu tả việc Spears tổ chức một bữa tiệc quan hệ nam nữ tại nhà của cô. Ở đoạn kết của video, cô xuất hiện với bộ trang phục của bà nội trợ và đứng trước nhà cùng với gia đình của cô trong khi các tay săn ảnh chụp hình họ. Nó bao gồm những sự tham chiếu từ các video âm nhạc trước của Spears như "...Baby One More Time" và "Piece of Me". Nhiều nhà phê bình còn chỉ ra những tương đồng với những tác phẩm khác của nữ ca sĩ cũng như so sánh video với bộ phim Eyes Wide Shut. Spears đã trình diễn "If U Seek Amy" tại The Circus Starring: Britney Spears (2009) và Femme Fatale Tour (2011). Bài hát cũng được bổ sung trong những lượt biểu diễn mới cho chương trình biểu diễn cư trú của Spears ở Las Vegas, Britney: Piece of Me.

## Danh sách bài hát và định dạng
| - Đĩa CD 1. "If U Seek Amy" – 3:37 2. "Circus" (Joe Bermudez Radio Remix) – 3:41 - Đĩa CD maxi 1. "If U Seek Amy" – 3:37 2. "If U Seek Amy" (Bimbo Jones Radio Remix) – 2:57 3. "If U Seek Amy" (Crookers Remix) – 4:29 4. "If U Seek Amy" (U-Tern Remix) – 6:10 5. "If U Seek Amy" (Video tăng cường) – 3:46 | - Đĩa đơn nhạc số – Digital 45 1. "If U Seek Amy" – 3:35 2. "If U Seek Amy" (Crookers Remix) – 4:29 - Đĩa đơn nhạc số – Remix EP 1. "If U Seek Amy" (Crookers Remix) – 4:29 2. "If U Seek Amy" (Mike Rizzo – Funk Generation Club Mix) – 7:52 3. "If U Seek Amy" (Weird Tapes – Club Mix) – 5:14 4. "If U Seek Amy" (Junior Vasquez Big Room Mix) – 9:43 5. "If U Seek Amy" (U-Tern Remix) – 6:10 6. "If U Seek Amy" (Doug Grayson – Club Mix) – 5:18 |

## Xếp hạng
| Bảng xếp hạng (2009)                 | Vị trí cao nhất |
| ------------------------------------ | --------------- |
| Úc (ARIA)                            | 11              |
| Áo (Ö3 Austria Top 40)               | 34              |
| Bỉ (Ultratop 50 Flanders)            | 16              |
| Bỉ (Ultratop 50 Wallonia)            | 8               |
| Brazil (Billboard Hot 100)           | 1               |
| Brazil (Billboard Hot Pop Songs)     | 4               |
| Canada (Canadian Hot 100)            | 13              |
| Cộng hòa Séc (Rádio Top 100)         | 39              |
| Đan Mạch (Tracklisten)               | 23              |
| France (SNEP)                        | 11              |
| Đức (GfK)                            | 36              |
| Hungary (Rádiós Top 40)              | 38              |
| Ireland (IRMA)                       | 11              |
| Israel (Media Forest)                | 9               |
| Ý (FIMI)                             | 46              |
| Hà Lan (Single Top 100)              | 63              |
| New Zealand (Recorded Music NZ)      | 17              |
| Slovakia (Rádio Top 100)             | 16              |
| Thụy Điển (Sverigetopplistan)        | 13              |
| Thụy Sĩ (Schweizer Hitparade)        | 61              |
| Anh Quốc (OCC)                       | 20              |
| Ukraine (FDR Dance Singles)          | 1               |
| Hoa Kỳ Billboard Hot 100             | 19              |
| Hoa Kỳ Adult Pop Airplay (Billboard) | 37              |
| Hoa Kỳ Dance Club Songs (Billboard)  | 16              |
| Hoa Kỳ Pop Airplay (Billboard)       | 8               |
| Hoa Kỳ Rhythmic (Billboard)          | 33              |

| Bảng xếp hạng (2009)             | Vị trí |
| -------------------------------- | ------ |
| Australian Singles Chart         | 97     |
| Belgian Singles Chart (Wallonia) | 65     |
| Canadian Hot 100                 | 68     |
| Hungary Singles Chart            | 169    |
| Swedish Singles Chart            | 71     |
| UK Singles Chart                 | 172    |
| US Billboard Hot 100             | 74     |
| US Radio Songs                   | 87     |

## Chứng nhận
| Quốc gia                                  | Chứng nhận | Số đơn vị/doanh số chứng nhận |
| ----------------------------------------- | ---------- | ----------------------------- |
| Úc (ARIA)                                 | Vàng       | 35.000^                       |
| ^ Chứng nhận dựa theo doanh số nhập hàng. |            |                               |